# 2003年太平洋生命公開賽
2003年太平洋生命公開賽于2003年3月5日至3月16日在美國印第安維爾斯舉行，是第27屆賽事，也稱印地安泉大師賽，ATP是大師系列賽，WTA是一級錦標賽。

## 冠軍
单打列出冠亚军以及决赛比分，双打列出冠军组合。

### 男子單打
莱顿·休伊特 擊敗  古斯塔沃·库尔滕（6–1, 6–1）
- 這是莱顿·休伊特職業生涯第19個單打冠軍。

### 女子單打
金·克莱斯特尔斯 擊敗  林赛·达文波特（6–4, 7–5）
- 這是金·克莱斯特尔斯職業生涯第12個單打冠軍。

### 男子雙打
韋恩·費雷拉 /  耶夫格尼·卡费尔尼科夫

### 女子雙打
林赛·达文波特 /  麗莎·雷蒙德

## 外部連結
- 官方網站